# Zrínyi Ilona Matematikaverseny
A Zrínyi Ilona Országos Matematikai Verseny a Matematikában Tehetséges Gyermekekért alapítvány (MATEGYE) által 1990 óta megrendezett országos matematikai verseny. Indulói a magyarországi és a határon túli magyarul beszélő 2–12. osztályos tanulók lehetnek. A verseny három fordulóból áll: egy iskolai fordulóból, egy megyei/körzeti részből és egy országos döntőből, amelyet általában Kecskeméten rendeznek meg, de volt már Veszprémben (2007, 2013), Székesfehérvárott (2010), Pécsett (2015), Debrecenben (2017) és Szombathelyen (2019) is. A valaha volt legeredményesebb résztvevő Nagy Kartal volt 7 győzelemmel. Érdekesség, hogy egy másik versenyzőnek, Móricz Benjáminnak is 7 győzelme volt.

## Szabályok
A feladatokban 5 (A, B, C, D, E) válasz közül kell kiválasztani az egy helyes választ és azt egy kódlapra átírni(a megfelelő hely beikszelésével). A 2–4. osztályosoknak 25 feladatot 60 perc, az 5. és 6. osztályosoknak 25 feladatot 75 perc, a 7–12. osztályosoknak 30 feladatot 90 perc alatt kell megoldani. A kódlapon a válaszokat sötétkék vagy fekete tollal kell bejelölni, és egy feladathoz legfeljebb egy jelölés kerülhet, különben nem érvényes a megoldás. Nem muszáj jelölni minden feladatnál, lehetséges az üresen hagyás, azaz a feladat kihagyása.

### Használható eszközök
A versenyen íróeszközön és papíron kívül más (pl. vonalzó, körző, szögmérő, számológép, mobiltelefon) nem használható.

### Pontszámítás
A  pontozás  a    4·H−R+F képlettel történik, ahol H a helyes, R a rossz válaszok, F a kitűzött feladatok számát jelenti.

### Továbbjutás
A 2–8. évfolyamokon körzetenként alapból továbbjut 200 indulóig 1, 200–400 induló közt 2, 400 felett 3 versenyző; a 9–12. évfolyamokon pedig körzetenként és kategóriánként 50 indulóig 0, 50–150 induló közt 1, 150 felett 2 automatikus továbbjutó van. Ezen kívül az országos összesítésben legjobbakat is behívják. A külföldieknél előre meghatározott a létszám.

### Díjazás
A vármegyei/körzeti fordulón az 1500-nál kevesebb nevezőjű területeken 10, az 1500–2500 közöttieknél 15, a 2500–5000 fő közöttieknél 20, 5000 résztvevő fölött pedig 25 a díjazottak száma. A legeredményesebb tanárok tárgyjutalmat kapnak. Az országos döntőn egyéniben 20-an kapnak évfolyamonként tárgyjutalmat. A legjobb tanárokat itt is jutalomban részesítik. Ezen kívül a legjobb 3 fős, az iskola vármegyei fordulós 3 legjobb pontszáma alapján levő csapatokat is. Továbbá a legjobb budapesti és vidéki iskola számítógépet nyer, a legjobb általános iskola, hat- és nyolcosztályos gimnázium vándorserleget kap. Ezen kívül egyéb különdíjakat is kiosztanak.

### Értékelés és sorrend
A feladatok évfolyamonként általában mások, de egyezés néhány helyen lehetséges, ám ettől még minden feladatot évfolyamonként külön értékelnek. Amennyiben két versenyző pontszáma egyenlő, az ér el jobb helyezést, akinek kevesebb a hibás megoldása. Ha ez is egyenlő, a prioritás dönt. (A feladatokat a helyes megoldások száma alapján sorba rendezik, úgy, hogy a legtöbb jó megoldással rendelkező 1 pontot ér, a következő 2 pontot, és így tovább. A versenyző prioritása a jól megoldott feladatok így kiszámított pontszámainak összege.) Amennyiben ez is egyenlő, a versenyzők helyezése azonos lesz.

### Körzetek
A körzetek Magyarország vármegyéin kívül: Budapest I–VI. körzet, Pest vármegyét pedig Észak-Pest és Dél-Pest körzetekre bontották.
A határon túli körzetek: Arad, Beszterce-Naszód, Bihar, Brassó, Hargita, Kárpátalja, Kelet-Szlovákia, Kolozs, Kovászna, Közép-Szlovákia, Máramaros, Maros, Nyugat-Szlovákia, Szatmár, Temes, Vajdaság.

## Története
Az első versenyen csak a kecskeméti iskolákból vettek részt, majd Bács-Kiskun megyére is kibővítették. 1992-től már egész Magyarország, 1995-től a környező országok magyar ajkú diákjai is részt vehetnek.

### Indulók száma évenként[1]
| Év   | Indulók száma | Külföldi indulók száma | Iskolák száma |
| 1990 | 470           | 0                      | 27            |
| 1991 | 1370          | 0                      | 86            |
| 1992 | 13600         | 0                      | 760           |
| 1993 | 31338         | 0                      | 1372          |
| 1994 | 38661         | 0                      | 1595          |
| 1995 | 54424         | 2745                   | 2228          |
| 1996 | 57231         | 4032                   | 2324          |
| 1997 | 53570         | 5635                   | 2345          |
| 1998 | 61571         | 6634                   | 2449          |
| 1999 | 63459         | 8318                   | 2487          |
| 2000 | 65390         | 9958                   | 2565          |
| 2001 | 64743         | 11208                  | 2614          |
| 2002 | 65130         | 12236                  | 2609          |
| 2003 | 63769         | 13090                  | 2636          |
| 2004 | 63977         | 12612                  | 2596          |
| 2005 | 62090         | 11280                  | 2605          |
| 2006 | 61902         | 11648                  | 2558          |
| 2007 | 60105         | 12544                  | 2530          |
| 2008 | 60311         | 12573                  | 2431          |
| 2009 | 57927         | 12750                  | 2339          |
| 2010 | 52563         | 12847                  | 2381          |
| 2011 | 50285         | 12401                  | 2198          |
| 2012 | 48723         | 11898                  | 2033          |
| 2013 | 46903         | 10900                  | 1978          |
| 2014 | 56049         | 12334                  | 1990          |
| 2015 | 54565         | 11289                  | 2203          |
| 2016 | 56628         | 12647                  | 2006          |
| 2017 | 56760         | 12140                  | 1978          |
| 2018 | 54485         | 11708                  | 2031          |
| 2019 | 51153         | 11438                  | 1952          |
| 2020 | 48087         | 11181                  | 1856          |
| 2021 | 23740         | 445                    | 1094          |

## Célkitűzések
A szervezők célja saját elmondásuk szerint a matematika népszerűsítése volt. Továbbá ezen kívül még azt is fontosnak tartják, hogy a verseny - ha csak egy kicsit is -, de a matematika ünnepe lenne, a versenyzők örömmel oldanák meg a feladatokat.

## Matekergő
A Matekergő a verseny döntőjének újsága. Naponta 1, összesen 3 szám jelenik meg. A versenyek végeredményei a 3. számban találhatók.